# The Curve
The Curve, também conhecido como Dead Man's Curve é um filme estadunidense de 1998, do gênero thriller dirigido por Dan Rosen.
O filme foi exibido em 1998 no Festival Sundance de Cinema.

## Elenco
- Matthew Lillard .. Tim Jackson
- Michael Vartan .. Chris
- Randall Batinkoff .. Rand
- Keri Russell .. Emma
- Dana Delany .. Dr. Ashley
- Tamara Craig Thomas .. Natalie
- Anthony Griffith .. Detetive Shipper
- Bo Dieti .. Detetive Amato
- Kevin Ruf .. Ernie
- Kris McGaha .. Renee